# Айгуес
Айгуес, Агуас-де-Бусот (валенс. Aigües, вимова [ˈajɣwes], А́йгвес; ісп. Aguas de Busot) — муніципалітет в Іспанії, у складі автономної спільноти Валенсія, у провінції Аліканте. Населення — 1084 особи (2010).

## Географія
Муніципалітет розташований на відстані близько 360 км на південний схід від Мадрида, 20 км на північний схід від Аліканте.

### Клімат
| Кліматограма Айгуес                                                                            | Кліматограма Айгуес | Кліматограма Айгуес | Кліматограма Айгуес | Кліматограма Айгуес | Кліматограма Айгуес | Кліматограма Айгуес | Кліматограма Айгуес | Кліматограма Айгуес | Кліматограма Айгуес | Кліматограма Айгуес | Кліматограма Айгуес |
| ---------------------------------------------------------------------------------------------- | ------------------- | ------------------- | ------------------- | ------------------- | ------------------- | ------------------- | ------------------- | ------------------- | ------------------- | ------------------- | ------------------- |
| С                                                                                              | Л                   | Б                   | К                   | Т                   | Ч                   | Л                   | С                   | В                   | Ж                   | Л                   | Г                   |
| 31 15 5                                                                                        | 33 15 7             | 45 22 11            | 54 22 10            | 19 33 16            | 15 35 20            | 6 39 23             | 24 36 21            | 52 29 18            | 39 21 14            | 88 19 12            | 57 17 9             |
| Середня макс. і мін. температури повітря (°C) Атмосферні опади (мм), за рік : 463 мм. Джерело: |                     |                     |                     |                     |                     |                     |                     |                     |                     |                     |                     |

## Демографія
Динаміка населення (INE ):

## Галерея зображень

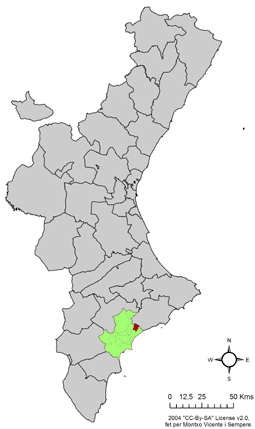
Розташування муніципалітету Айгуес у автономній спільноті Валенсія
Розташування муніципалітету Айгуес у комарці Кампо-де-Аліканте
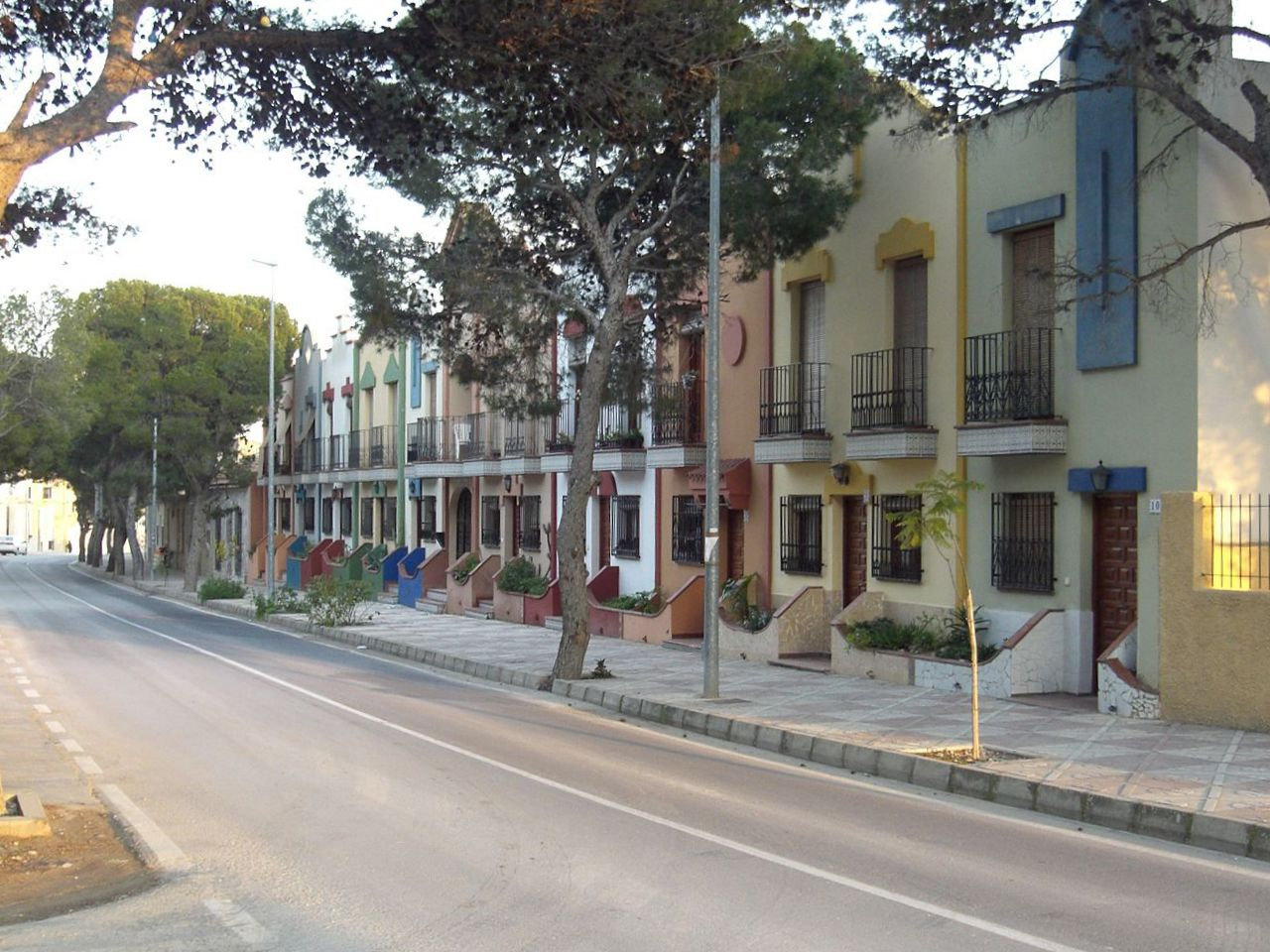
Айгуес, в'їзд у місто
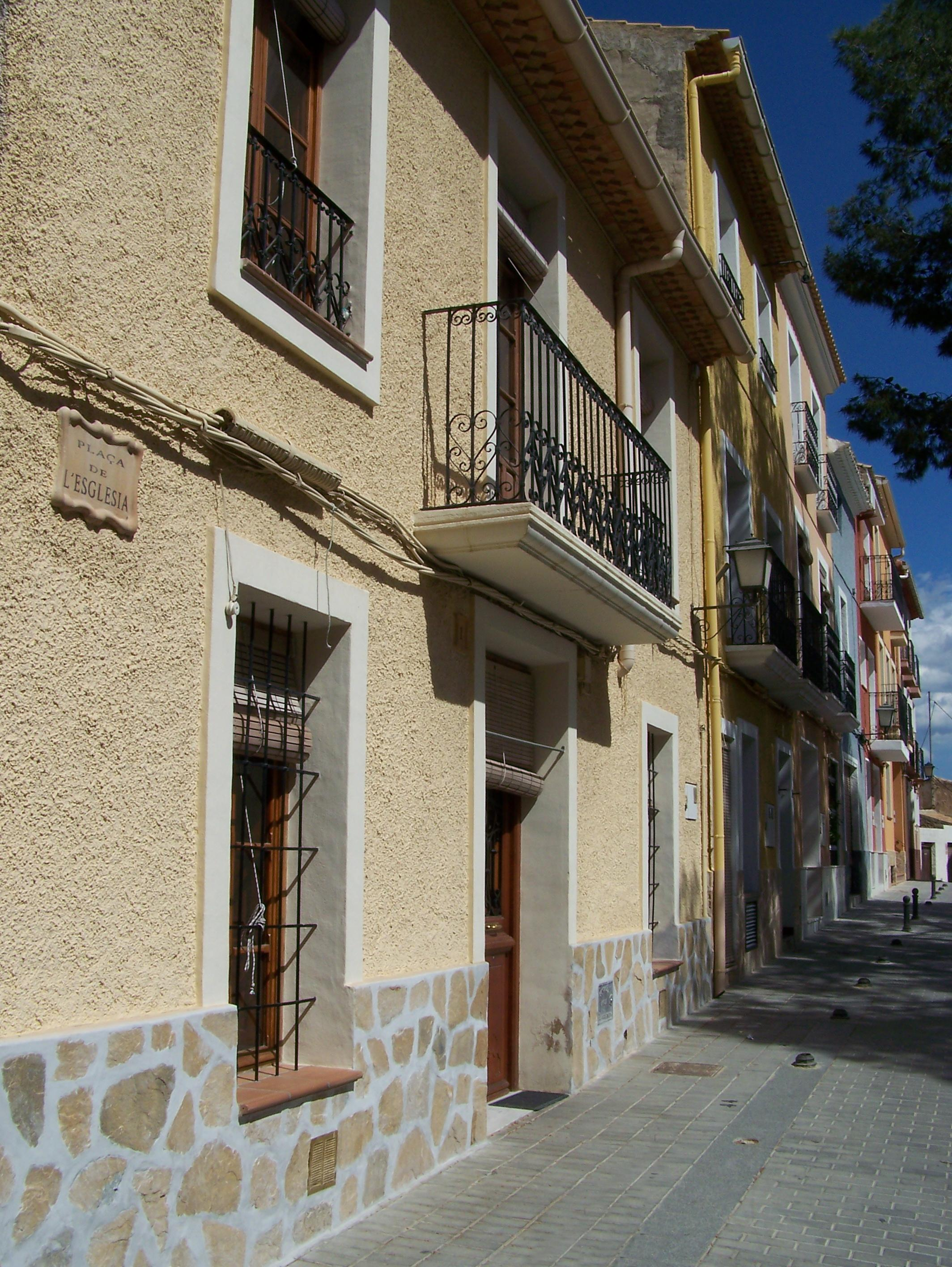
Кальє-Майор, Айгуес